# 百人斬りの歌
百人斬りの歌（ひゃくにんぎりのうた）とは、百人斬り競争を行った野田毅少尉、向井敏明少尉両名を讃える歌。
作者は両少尉の同僚、歩兵第9連隊第1大隊副官の六車政次郎少尉である。
野田少尉は地元の友人中村碩郎に百人斬り競争を自慢する手紙を送っているが、その手紙の中で紹介されている。
野田少尉は地元鹿児島の田代に帰って来た後、田代村尋常高等小学校で百人斬り競争に対する講演を行っているが、そこで当時の小学生が皆で百人斬りの歌を歌った。